# Sörgöl (Yxnerums socken, Östergötland)
Sörgöl är en sjö i Åtvidabergs kommun i Östergötland och ingår i Söderköpingsåns huvudavrinningsområde. Sjön har en area på 0,0807 kvadratkilometer och ligger 86,1 meter över havet. Sörgöl ligger i Hästenäs Natura 2000-område.

## Delavrinningsområde
Sörgöl ingår i det delavrinningsområde (646166-153109) som SMHI kallar för Utloppet av Yxningen. Medelhöjden är 65 meter över havet och ytan är 129,1 kvadratkilometer. Räknas de 12 avrinningsområdena uppströms in blir den ackumulerade arean 268,45 kvadratkilometer. Avrinningsområdets utflöde Söderköpingsån (Gusumsån) mynnar i havet. Avrinningsområdet består mestadels av skog (60 procent). Avrinningsområdet har 30,5 kvadratkilometer vattenytor vilket ger det en sjöprocent på 23,6 procent.